# Гарде (шахи)
У шахах, гард́е (фр. Gardez) — напад на ферзя (оголошення словом «гарде» не обов'язково).
Оголошення супернику, що його ферзь у наслідок чергового ходу опинився під ударом пішаків або інших фігур.

## Історія
Раніше вважалося обов'язковим вимовляти «гарде», якщо напали на ферзя, але у сучасних шахах таке правило не використовується. Це давно застаріле правило, застосування якого окремими шахістами викликає, природно, багато суперечок. Деякі вимагають, аби партнер при нападі на ферзя вимовляв у голос слово «гарде», а на короля «шах». Ця вимога практикувалася, коли ще не були вироблені та чітко сформульовані закони шахової гри. Все це вигадані правила, які не мають нічого спільного з сучасними правилами.
За сучасними правилами це робити необов'язково.
Український гросмейстер Василь Іванчук винайшов різновид шахів під назвою «Поцілунок Королеви». Надзвичайно важливим аспектом пропонованої гри є забуте правило «гарде» — шах ферзю, який, на відміну від звичайних шахів, тут не можна ігнорувати.

Я ферзь, я поруч короля, я бравий генерал.

Ламаю лави ворогів, наношу контрудар.

Коли виходжу в свій гамбіт — тремти, чужий король!

Колеги, згодьтесь, що у грі за мною перша роль.

Я перепрошую, але доповнить мушу вас: Гамбіт — це добре, та гарде для вас міцний ляпас.

Староіндійський захист Я тримаю «на ура».

Іду в атаку лобову, тому що я — тура.
— Голуб, Валерій. Відкрийте шахи.